# Polycarpa tinctorella
Polycarpa tinctorella är en sjöpungsart som beskrevs av Kott 1985. Polycarpa tinctorella ingår i släktet Polycarpa och familjen Styelidae. Inga underarter finns listade i Catalogue of Life.